# PPS-43
 (mai 2017).
Si vous disposez d'ouvrages ou d'articles de référence ou si vous connaissez des sites web de qualité traitant du thème abordé ici, merci de compléter l'article en donnant les références utiles à sa vérifiabilité et en les liant à la section « Notes et références ».
Le pistolet-mitrailleur Soudaïev (ou Sudaev) PPS soviétique est un pistolet-mitrailleur conçu sous forme d'un modèle (PPS 42) par Alekseï Soudaïev pendant le siège de Léningrad en 1942. Il était destiné originellement aux tankistes et aux éclaireurs. En supprimant les plaquettes en bois du PPS-42, et en simplifiant la fabrication, Soudaïev crée le PPS-43 qui sera produit jusqu'en 1945 en Union soviétique. C'est un modèle rustique fabriqué en tôle emboutie avec des pièces soudées ou rivetées.

## Développement
Le PPS-43 est issu en droite ligne de son prédécesseur le PPSh-41, dont il constitue une version encore simplifiée. Il tire la même munition, la 7.62 x 25 mm TT M1930 (ou 7,63 Mauser), mais n'emploie plus les chargeurs tambours typiques de l'infanterie soviétique, se limitant aux seuls chargeurs droits de trente-cinq cartouches, pour simplifier le mécanisme de verrouillage des chargeurs. 
Le principe de fonctionnement reste celui du recul simple, sans verrouillage de la culasse, celle-ci étant en position ouverte avant le tir. La cadence de tir théorique est cependant diminuée de neuf cents à sept cents coups par minute, du fait de la plus faible masse de l'arme, pour que celle-ci reste facile à maintenir lors de rafales soutenues. Il conserve aussi le manchon refroidisseur de son prédécesseur, mais lui adjoint un frein de bouche, pour limiter le recul et la remontée de l'arme pendant le tir.
Les efforts portent sur la réduction de l'encombrement et de la masse, avec l'utilisation d'une crosse squelette métallique repliable sur le dessus de la carcasse, permettant de réduire la longueur de 820 millimètres à 615. Les organes de visée comprennent, une simple hausse de type basculante, en L : elle est réglée pour 100  ou   200 m, et un guidon fixe sur l'avant du manchon de refroidissement. Le levier d'armement est un simple rectangle situé sur la gauche. Le levier de sûreté est intégré à la branche avant du pontet. Le tir se fait uniquement en mode automatique. Lors du tir, la seconde main empoigne le tube refroidisseur du canon, grâce auquel la chaleur est dispersée.

## Données numériques
- Munition : 7,62 mm Tokarev
- Longueur totale (crosse déployée) : 82,5 cm
- Longueur du canon : 22,3 cm
- Masse
  - arme vide : 3 kg environ
  - chargeur plein : 0,67 kg
  - arme chargée : 3,67 kg
  - Chargeur : 35 cartouches (cintré mais différent de celui du PPSh-41)
- Cadence de tir
  - théorique : 650 c/min
  - pratique : 100 c/min maximum

## Carrière militaire
Durant la Seconde Guerre mondiale le PPS-43 fut utilisé par l'Armée rouge, mais aussi dans la Wehrmacht en tant que MP719(r). Après 1950, l'Armée rouge lui préféra rapidement le fusil d'assaut AK-47 mais il arma la militsia (forces de l'ordre soviétiques) jusqu'au début des années 1980. Il fut largement diffusé auprès des pays du Pacte de Varsovie et des pays africains et asiatiques proches de Moscou dans les années 1950 et 1960. Il fut aussi construit sous licence en République populaire de Chine sous la forme du Type 54, l'arme chinoise ne différant du modèle initial que par de menus détails dont le monogramme des plaquettes de la poignée pistolet. La Pologne lui adjoignit une courte crosse en bois pour en faire le PM Wz 43/52. L'armée polonaise en déclina même une version d'entraînement chambrée en .22 LR. Les versions en 7,62 mm Tokarev ont participé à de nombreux conflits dont la guerre de Corée puis la guerre du Viêtnam. En 2003, quelques Type 54 armaient encore les Forces nouvelles en Côte d'Ivoire qui le nommaient Pistolet-mitrailleur de combat.
On retrouve cette arme au cours de l'invasion de l'Ukraine par la Russie.

## Variantes

### URSS
- PPS-42 première version produite à Leningrad pendant le siège ; testée entre février et juillet 1942. La poignée pistolet reçoit des plaquettes de crosse en bois et une pièce de cuir sert d'amortisseur à la culasse mobile. Sa masse est d'environ 3,34 kg. La cadence de tir est de 650 c/min. Il a été livré plus de 46 000 PPS-42 à l'Armée rouge pendant l'année 1943.
- PPS-43 version majeure de la production soviétique. Elle fut distribuée aux parachutistes (où elle resta en service jusqu'en 1956), aux tankistes, aux éclaireurs et aux partisans.

### Finlande
- KP 44 (ou Oy Tikkakoski KonePistooli M/44) : Willi Daugs (ou Dangs ou Daughs), ingénieur finlandais mit au point en 1944 une version en 9 mm Parabellum, de PPS, qui fut adoptée et produite en petite série sous cette désignation (20 000 PM produits).

Elle se différencie extérieurement par son calibre, sa poignée en bois et ses chargeurs droits (36 cartouches) et camembert (71 coups) empruntés au Suomi KP31. le Tikkakoski KP M44 est un mélange du PPS-42 (poignée en bois) et PPS-43 (boitier et radiateur de canon d'une seule pièce et crosse pliante courte) en termes de construction. Sa masse à vide et de 2,8 kg et sa cadence de tir passe à 600 cp/min. Dans les années 1950 les armes furent modifiées pour être compatibles avec le chargeur du pistolet-mitrailleur suédois Carl Gustaf Kpist M/45.

### Espagne
Le créateur du KP M44 émigra en Espagne et vendit ensuite ses plans pour la construction de la DUX 51 (copie du KP M44). L'Armée de l'Air de Franco utilisa ainsi l'ADASA 53 (ou DUX M53) produit à la Fabrica d'Armas de Oviedo en série limitée. la DUX M53 a une forme plus carrée et un chargeur reculé par rapport à la DUX-51, ceci est dû à la simplification de la fabrication et aux méthodes d'emboutissage disponibles.

### Pologne
Les Polonais fabriquèrent une copie du PPS-43 sous le nom de PPS wz. 43, puis une version dotée d'une crosse en bois sous le nom de PM Wz 43/52 (la seule hors prototype de PPS-42).

### RFA
- Dux 53 : Version de l'ADASA 53 pour les Gardes Frontières de la RFA
- Dux 59 : Modification de la DUX par Anschütz et Mauser

### RPC
- Type 54: copie conforme du modèle soviétique à l'exception des plaquettes de la poignée-pistolet.

## Anecdote
On peut distinguer sur la photo datant du 2 mai 1945 montrant un Soviétique déployant le drapeau de l'URSS en haut du Reichstag la crosse d'un PPS-43, à son flanc.[réf. nécessaire]